# Dark Passion Play
Dark Passion Play šesti je studijski album finskog sastava Nightwish i prvi na kojem je vokal nova pjevačica Anette Olzon nakon odlaska Tarje Turunen. Nastanak albuma je koštao preko 500.000 €, dvostruko je skuplji od Once; što ga čini najskupljim albumom u finskoj glazbenoj povijesti. 
Međutim, spomenuta suma se uskoro pokazala izuzetno korisnom, jer je album postao njihov najuspješniji u karijeri, prodavši nešto više od dva milijuna kopija, a oko 200.000 samo u Finskoj. Album je sjajno prošao i kod kritičara. S albuma su skinuta četiri singla Eva, Amaranth, Bye Bye Beautiful i The Islander.

## Popis pjesama
| 1.    | »The Poet and the Pendulum«                 | Tuomas Holopainen           | 13:54 |
| 2.    | »Bye Bye Beautiful« (treći singl)           | Holopainen                  | 4:14  |
| 3.    | »Amaranth« (drugi singl)                    | Holopainen                  | 3:51  |
| 4.    | »Cadence of Her Last Breath«                | Holopainen                  | 4:14  |
| 5.    | »Master Passion Greed«                      | Holopainen                  | 6:02  |
| 6.    | »Eva« (prvi singl)                          | Holopainen                  | 4:24  |
| 7.    | »Sahara«                                    | Holopainen                  | 5:47  |
| 8.    | »Whoever Brings the Night«                  | Holopainen & Emppu Vuorinen | 4:17  |
| 9.    | »For the Heart I Once Had«                  | Holopainen                  | 3:55  |
| 10.   | »The Islander« (peti singl)                 | Holopainen & Marco Hietala  | 5:05  |
| 11.   | »Last of the Wilds« (instrumentalna pjesma) | Holopainen                  | 5:40  |
| 12.   | »7 Days to the Wolves«                      | Holopainen & Hietala        | 7:03  |
| 13.   | »Meadows of Heaven«                         | Holopainen                  | 7:10  |
| 75:43 |                                             |                             |       |